# Ричидул
Ричидул (пол. Ryczydół) — село в Польщі, у гміні Божехув Люблінського повіту Люблінського воєводства.
Населення — 63 особи (2011).

## Демографія
Демографічна структура станом на 31 березня 2011 року:
|          | Загалом | Допрацездатний вік | Працездатний вік | Постпрацездатний вік |
| -------- | ------- | ------------------ | ---------------- | -------------------- |
| Чоловіки | 30      | 7                  | 18               | 5                    |
| Жінки    | 33      | 8                  | 16               | 9                    |
| Разом    | 63      | 15                 | 34               | 14                   |